# Senatus consultum de Bacchanalibus

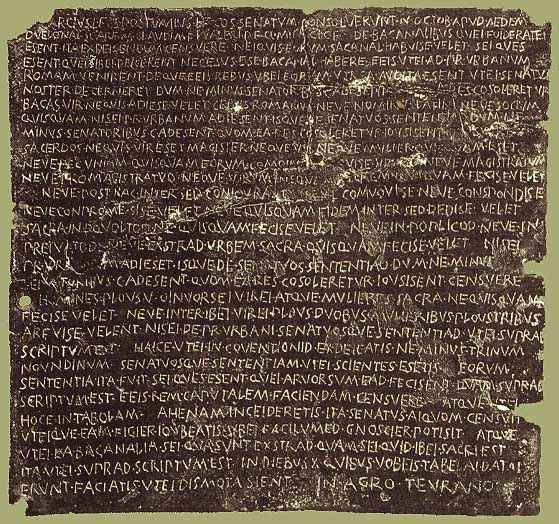
Reproducción de la inscripción. La original está en el Museo de Historia del Arte de Viena.

El Senatus Consultum de Bacchanalibus (Decreto senatorial sobre las fiestas bacanales) es una importante inscripción latina del año 186 a. C. (568 AUC). Fue descubierta en 1640 en la localidad de Tiriolo, en la región de Calabria, sur de Italia. Básicamente se trata de un decreto que prohíbe la celebración de estas fiestas, salvo en determinadas circunstancias, en el contexto del escándalo de las bacanales. Estas ceremonias suponían un riesgo para la seguridad del Estado romano, por lo que fueron prohibidas. Destaca el hecho de que se fija la pena capital para los principales organizadores de estas fiestas. Como quiera que sea, al parecer estas celebraciones continuaron, al menos en la región alpina de Italia.

## Texto
1. [Q]MARCIVS L F S POSTVMIVS L F COS SENATVM CONSOLVERUNT N OCTOB APVD AEDEM
2. DVELONAI SC ARF M CLAUDI M F L VALERI P F Q MINVCI C F DE BACANALIBUS QUEI FOIDERATEI
3. ESENT ITA EXDEICENDVM CENSVERE NEIQUIS EORVM BACANAL HABVISE VELET SEI QUES
4. ESENT QUEI SIBEI DEICERENT NECESVS ESE BACANAL HABERE EEIS VTEI AD PR URBANUM
5. ROMAM VENIRENT DEQUE EEIS REBVS VBEI EORVM VER[B]A AVDITA ESENT VTEI SENATVS
6. NOSTER DECERNERET DVM NE MINVS SENATOR[I]BVS C ADESENT [QVVM E]A RES COSOLORETVR
7. BACAS VIR NEQVIS ADIESE VELET CEIVIS ROMANVS NEVE NOMINVS LATINI NEVE SOCIVM
8. QVISQVAM NISEI PR URBANUM ADIESENT ISQUE [D]E SENATVOS SENTENTIAD DVM NE
9. MINVS SENATORIBVS C ADESENT QVOM EA RES COSOLERETVR IOVSISENT CE[N]SVERE
10. SACERDOS NEQUIS VIR ESET MAGISTER NEQUE VIR NEQUE MVLIER QVISQUAM ESET
11. NEVE PECVNIAM QUISQUAM EORVM COMOINE[M H]ABVISE VE[L]ET NEVE MAGISTRATVM
12. NEVE PRO MAGISTRATVD NEQUE VIRUM [NEQUE MUL]IEREM QVISQUAM FECISE VELET
13. NEVE POST HAC INTER SED CONIOURA[SE NEV]E COMVOVISE NEVE CONSPONDISE
14. NEVE CONPROMESISE VELET NEVE QVISQUAM FIDEM INTER SED DEDISE VELET
15. SACRA IN OQVOLTOD NE QVISQUAM FECISE VELET NEVE IN POPLICOD NEVE IN
16. PREIVATOD NEVE EXSTRAD VRBEM SACRA QVISQUAM FECISE VELET NISEI
17. PR URBANUM ADIESET ISQUE DE SENATVOS SENTENTIAD DUM NE MINVS
18. SENATORIBVS C ADESENT QVOM EA RES COSOLERETUR IOVSISENT CENSUERE
19. HOMINES PLOVS V OINVORSEI VIREI ATQUE MULIERES SACRA NE QVISQUAM
20. FECISE VELET NEVE INTER IBEI VIREI PLOUS DVOBVS MULIERIBVS PLOVS TRIBVS
21. ARFVISE VELENT NISEI DE PR VRBANI SENATVOSQUE SENTENTIAD VTEI SUPRAD
22. SCRIPTVM EST HAICE VTEI IN COVENTIONID EXDEICATIS NE MINVS TRINVM
23. NOUNDINVM SENATVOSQUE SENTENTIAM VTEI SCIENTES ESETIS EORVM
24. SENTENTIA ITA FVIT SEI QUES ESENT QVEI ARVORSVM EAD FECISENT QVAM SUPRAD
25. SCRIPTVM EST EEIS REM CAPVTALEM FACIENDAM CENSVERE ATQUE VTEI
26. HOCE IN TABOLAM AHENAM INCEIDERETIS ITA SENATVS AIQVOM CENSUIT
27. VTEIQUE EAM FIGIER IOVBEATIS VBI FACILVMED GNOSCIER POTISIT ATQUE
28. VTEI EA BACANALIA SEI QVA SUNT EXSTRAD QUAM SEI QVID IBEI SACRI EST
29. ITA VTEI SVPRAD SCRIPTVM EST IN DIEBVS X QVIBVS VOBEIS TABELAI DATAI
30. ERVNT FACIATIS VTEI DISMOTA SIENT IN AGRO TEVRANO

## Transliteración en latín clásico, con notación de las cantidades vocálicas largas.
1. [Quīntus] Mārcius L(ūciī) f(īlius), S(purius) Postumius L(ūciī) f(īlius) cō(n)s(ulēs) senātum cōnsuluērunt N(ōnīs) Octōb(ribus), apud aedem
2. Bellōnae. Sc(rībendō) adf(uērunt) M(ārcus) Claudi(us) M(ārcī) f(īlius), L(ūcius) Valeri(us) P(ubliī) f(īlius), Q(uīntus) Minuci(us) C (=Gaiī) f(īlius). Dē Bacchānālibus quī foederātī
3. essent, ita ēdīcendum cēnsuēre: «Nēquis eōrum [B]acchānal habuisse vellet. Sī quis
4. essent, quī sibī dīcerent necesse esse Bacchānal habēre, eīs utī ad pr(aetōrem) urbānum
5. Rōmam venīrent, dēque eīs rēbus, ubī eōrum v[e]r[b]a audīta essent, utī senātus
6. noster dēcerneret, dum nē minus senatōr[i]bus C adessent, [cum e]a rēs cōnsulerētur.
7. Bacchās vir nēquis adiisse vellet cīvis Rōmānus nēve nōminis Latīnī nēve sociōrum
8. quisquam, nisi pr(aetōrem) urbānum adiissent, isque [d]ē senātūs sententiā, dum nē
9. minus senātōribus C adessent, cum ea rēs cōnsulerētur, iussissent. Cēnsuēre.
10. Sacerdōs nēquis vir esset; magister neque vir neque mulier quisquam esset.
11. Nēve pecūniam quisquam eōrum commūne[m h]abuisse vellet; nēve magistrātum,
12. nēve prō magistrātū, neque virum [neque mul]ierem qui[s]quam fecisse vellet,
13. nēve posthāc inter sē coniūrās[se nēv]e convōvisse nēve cōnspondisse
14. nēve comprōmīsisse vellet, nēve quisquam fidem inter sē dedisse vellet.
15. Sacra in occultō nē quisquam fēcisse vellet. Nēve in publicō nēve in
16. prīvātō nēve extrā urbem sacra quisquam fēcisse vellet, nisi
17. pr(aetōrem) urbānum adiisset, isque dē senātūs sententiā, dum nē minus
18. senatōribus C adessent, cum ea rēs cōnsulerētur, iussissent. Cēnsuēre.
19. Hominēs plūs V ūniversī virī atque mulierēs sacra nē quisquam
20. fēcisse vellet, nēve inter ibī virī plūs duōbus, mulieribus plūs tribus
21. adfuisse vellent, nisi dē pr(aetōris) urbānī senātūsque sententiā, utī suprā
22. scrīptum est.» Haec utī in cōntiōne ēdīcātis nē minus trīnum
23. nūndinum, senātūsque sententiam utī scientēs essētis, eōrum
24. sententia ita fuit: «Sī quis essent, quī adversum ea fēcissent, quam suprā
25. scrīptum est, eīs rem capitālem faciendam cēnsuēre». Atque utī
26. hoc in tabulam ahēnam inciderētis, ita senātus aequum cēnsuit,
27. utīque eam fīgī iubeātis, ubī facillimē nōscī possit; atque
28. utī ea Bacchānālia, sī quae sunt, extrā quam sī quid ibī sacrī est,
29. (ita utī suprā scrīptum est) in diēbus X, quibus vōbīs tabellae datae
30. erunt, faciātis utī dīmōta sint. In agrō Teurānō.

## Traducción
Quinto Marcio, hijo de Lucio, y Espurio Postumio, hijo de Lucio, consultaron al Senado en las nonas de Octubre, junto al templo de Bellona. Marco Claudio, hijo de Marco, Lucio Valerio, hijo de Publio, y  Quinto Minucio, hijo de Gayo, estuvieron presentes en el acto de redacción y escritura.
Sobre las Bacanales de aquellos que fuesen federados, así se votó determinar:
Nadie de ellos puede celebrar Bacanales. Si hubiese algunos que dijesen que les era necesario celebrar estas fiestas Bacanales, que vengan ellos a Roma ante el pretor urbano, y que nuestro senado decida sobre ello una vez que haya escuchado sus palabras, y siempre que no menos de cien senadores estén presentes cuando este asunto sea discutido. Ningún hombre sea bacante, ni un ciudadano romano, ni ninguno de los de nombre latino, ni ninguno de los otros aliados, sin que haya venido antes ante el pretor urbano y éste de acuerdo a la sentencia del senado lo haya concedido, una vez haya sido discutido ese asunto y siempre que no haya menos de cien senadores presentes en este acto.
Se vota.

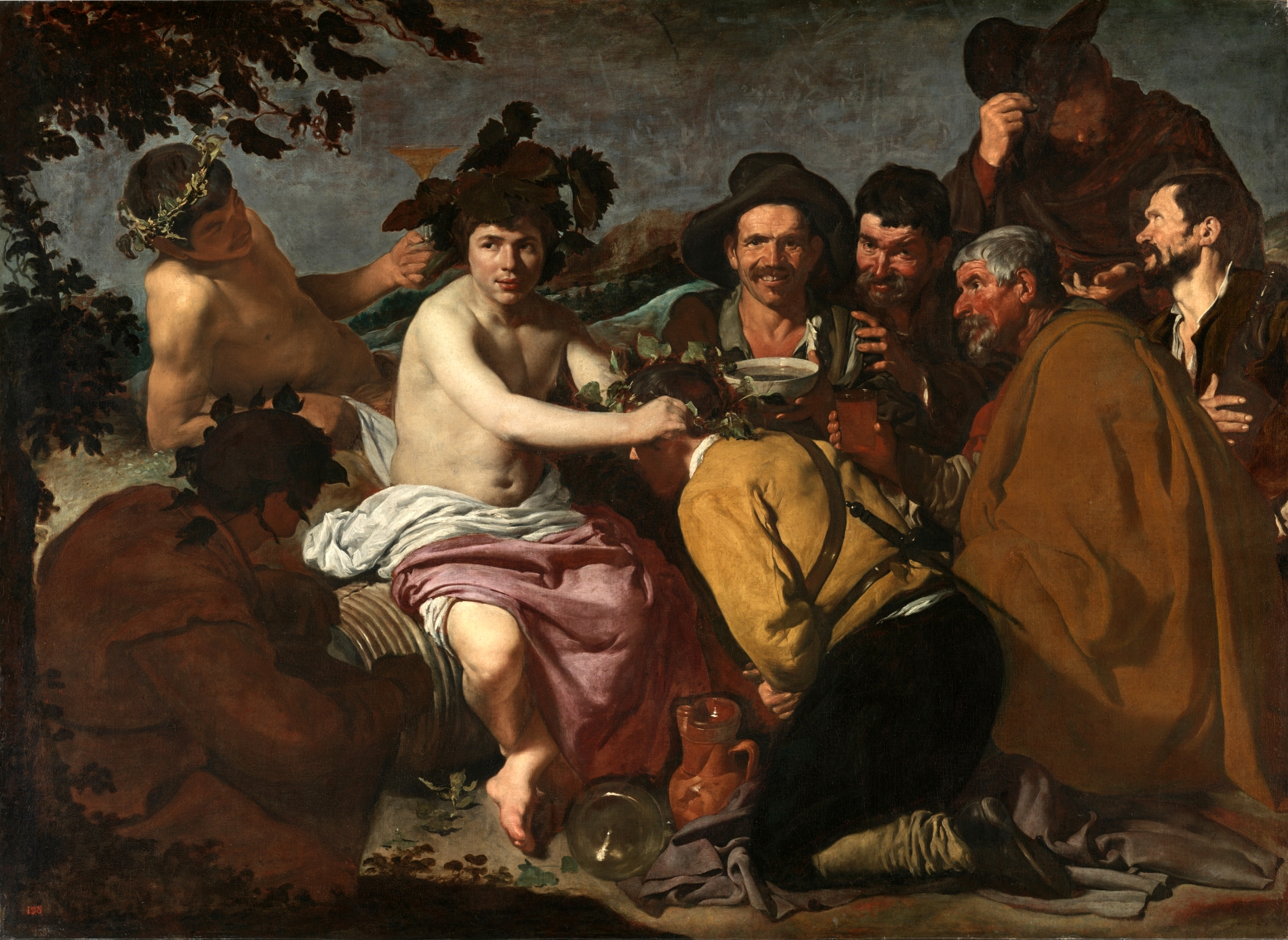
Las fiestas Bacanales han sido fuente de inspiración del arte durante siglos. "Los borrachos", Velázquez

Que nadie ejerza la función de sacerdote; que nadie ya sea hombre o ya sea mujer, sea maestro de ceremonias. Que nadie recaude dinero común;  que nadie, ya sea hombre, ya sea mujer, sea magistrado o haga de magistrado; que nadie conspire, que nadie se reúna, ni se comprometa, ni haga  pactos; que nadie celebre ritos en oculto. Ni en lugar público ni en privado, ni siquiera fuera de la ciudad, podrá llevarse a cabo rito alguno, a no ser que previamente se hayan personado ante el pretor urbano que junto al Senado podrá dictaminar sobre ello, y siempre que estuvieran presentes no menos de cien senadores cuando este asunto sea tratado.
Se vota.
Nadie en grupos de más de cinco personas juntas, hombres y mujeres, puede celebrar  ritos, ni puede haber entre ellos más de dos hombres y más de tres mujeres, excepto con la sanción del pretor urbano y del senado, como se ha escrito antes.
Esto se proclama en asamblea y es sancionado por el Senado, que en no menos de tres nundinas,  para los que fueran conocedores, la condena sea así: “Si hay alguien que actúa de manera contraria a lo que está escrito arriba, será condenados a la pena capital”;  y además el Senado decreta que esto sea inciso en una tabla de bronce y ordena que sea fijada esta tabla donde se pueda conocer más fácilmente. Se falla que hagáis que las cofradías de la Bacanales, si las hay, excepto en lo que haya de sagrado, tal como está escrito anteriormente, se disuelvan en diez días desde que esta tabla sea entregada.
En el campo Teurano.

## Ortografía
En algunos puntos la ortografía del Senatus consultum de Bacchanalibus es distinta de la usual en latín clásico. Es importante que las consonantes geminadas no son notadas como tal en ningún caso:
<C> por <CC>:  HOCE (26:1) *hocce < *hodcě, BACANALIBVS (2:17) Bacchānālibus, BACANAL (3:7, 4:7) Bacchānal, BACAS (7:1) Bacchās, BACANALIA (28:3) Bacchānālia.
<L> por <LL> en DVELONAI (2) Bellōnae, VELET (3 et passim) vellet, VELENT (21) vellent, FACILVMED (27) facillĭmē, TABELAI (29) tabellae
<M> por  <MM> in COMOINE[M] (11) commūnem (<*kom-moinem).
 por <CC> in OQVOLTOD (15) occultō
<.S> por <SS>  in ADESENT (6.9.18) adessent, ADIESE (7:4) adiisse, ADIESENT (8:5) adiissent, ADIESET (17) adiisset, ARFVISE (21) adfuisse, COMVOVISE (13) convōvisse, CONPROMESISE (14) comprōmīsisse, CONSPONDISE (13) conspondisse, DEDISE (14) dedisse, ESE (4), ESENT (3.4.5.24) essent, ESET (10:4, 10:11), ESETIS (23:6) essētis, FECISE (12:9, 15:6, 16:7, 20:1) fēcisse, FECISENT (24:10) fēcissent, HABVISE (3:8) habuisse, IOVSISENT (9:9) iussissent, NECESVS (4:5) necessus.

## Comentario lingüístico

### Fonética

#### Fonética consonántica

##### Oclusivas

###### Labiales
La sonora /b/ es un fonema muy escaso tanto en latín como en indoeuropeo, del que raramente lo hereda. Así, las sonoras presentes en el texto proceden bien de /bh/, bien de /dh/ indoeuropeos en posición intervocálica: SIBEI (4) <*sebhei̯, SENATORIBVS  (9) <*senatori-bhos, HABVISE (3) <*ghabh-, MVLIERIBVS (20) <*muliesibhos, IOVBEATIS (27) <iou̯dheates, VBI (5) <*qu̯udhai̯, etc.  La sonora /b/ de Bellona, a lo que parece, aún no existe como tal, pues todavía el grupo consonántico /du̯/ aparece escrito <DV> (cf. lat. bis <*du̯is). La aparición de /b/ en IBI no es fonética, al proceder de *idhai̯, del cual habríamos esperado necesariamente **idi. Debe entenderse que se trata de una analogía con ubi.

###### Dentales
La frecuencia de /d/ ha aumentado como consecuencia de la evolución a este fonema de la antigua aspirada indoeuropea en posición intervocálica: AEDEM (1) <*ai̯dh- (gr. αἴθω), SACERDOS (10) <*sakrodhots, “el que pone la víctima”, etc. La /d/ final de los ablativos singulares está mantenida, al menos gráficamente,  SENTENTIAD, MAGISTRATVD, POPLICOD,  EAD, PREIVATOD, como también aparece /d/ en la preposición EXTRAD y en el ac. sing. SED. Con todo, en las palabras finales, IN AGRO TEURANO esta misma /d/ es omitida, lo que es indicio claro de que su escritura en los otros ejemplos no reflejaba la pronunciación real, que omitiría ya /d/ en este contexto, como sucede en latín clásico. Es importante también señalar aquí la aparente evolución de /d/ a /r/ en las formas ARF(VERVNT) (2) y ARVORSVM (24), hecho que hallamos en otras inscripciones latinas arcaicas.

###### Guturales
La antigua aspirada indoeuropea /gh/ aparece regularmente como <H> en posición inicial de palabra: HABVISE (3), HAC (13), HOMINES (19), etc. Cabe señalar, con todo, que con toda seguridad la antigua aspiración había ya desaparecido, siendo <H> un mero recuerdo gráfico de su presencia. Es prueba de ello el empleo de <H> sin valor fonético de aspiración en AHENAM (26)(<*ai̯esnam, en donde se utiliza para notar el hiato de /a/ y /e/ tras la desaparición de /i/, lo que no habría sido posible en modo alguno de representar la aspiración. La sonora /g/ en posición inicial ante /n/ se mantiene, al menos gráficamente, en GNOSCIER (27).

###### Labiovelares
La consonante labiovelar sonora /gu̯/ se convierte en la sonante /u̯/ en posición inicial y ante vocal: El verbo id. *gu̯em-io ‘dar un paso’ aparece como uenio en latín. En la inscripción este fenómeno se muestra en VENIRENT (5). En otros idiomas, en cambio, la labiovelar sonora se convierte en labial o velar: gr. βαίνω ‘voy’, osc. kúmbened (lat. convenit), sans.  á-gam-am ‘vine’, gót. qiman ‘venir’. El término COVENTIONID (22), derivado del verbo *gu̯em-, ya tiene la sonante /u̯/ en lugar de la labiovelar /gu̯/.
La mayoría de las consonantes labiovelares sordas en la inscripción coincide con las formas del latín clásico. Así, /qu̯/ se mantiene como /qu̯/ en Q(VINTUS) (1, 2), QVEI (qui en latín clásico) (2, 4, 24), QUIS (3, 7), QVES (qui en latín clásico) (3, 24), la partícula enclítica –QVE (5, 8, 17, 21, 23, 27), QVISQUAM (8, 10, 11, 12, 14, 15, 16, 19), NEQVE (10, 12), ATQVE (19, 25, 27), QVAM (24, 28), AIQVOM (aequum in latín clásico) (26), QUA (28), QUID (28) y QUIBUS (29).
Cabe la posibilidad de que haya perdido su elemento labial ante /ĭ/ en  SOCIVM (7). Aquí id. *soqu̯i̯i̯o- une la raíz *sequ̯- ‘seguir’ con el sufijo –i̯i̯o- de  persona, por lo tanto significa ‘perteneciente a un seguidor’.
QVOM > cum. La conjunción cum ‘cuando’ coincidió con la preposición cum ‘con’ en latín clásico, pero tiene su origen en el tema relativo  *qu̯o-, por lo que en su forma prístina está escrita QVOM (9, 18). Dado que el elemento labial de la labiovelar desaparece ante /o/ y /u/, la conjunción se cambió  *qu̯m en *kom y después en cum a causa de /o/ ante /m/.
Motivada por la ley fonética  *qu̯om > lat. cum, *sequ̯ondos >secundus, el Senatus consultum presenta OQVOLTOD (15) como ultracorreción fonética. Correctamente occulto procede de *ob-kolto, de la raíz *kel- ‘cubrir’, que nunca ha tenido labiovelar.
Por comparación con el osco-umbro se descubre que lat. ubi  (osc. puf, umbr. pufe) tiene la forma primitiva id. *kʷudhai̯ con labiovelar sorda en inicial. Aquí está escrito VBEI (5, 27). Se supone que la posición inicial del sonido causa su desaparición, mientras que en posición medial solo se pierde la labialización (lat. ali-cubi).
En lo que hace a la consonante labiovelar aspirada /gʷh/ señalemos que entre vocales este sonido en latín se convierte en /u̯/: COMVOVISE (13) del verbo simple uoueo (<*u̯ogu̯hei̯o), cf.  umbr. vufetes  (lat. vōtis), gr. εὔχομαι, sans. vaghát, etc.

##### La silbante /s/
12.21. En lo que hace a /s/, podemos señalar que no hay diferencias con respecto al latín clásico. Naturalmente se ha cumplido ya en todos los casos el proceso de rotacismo /s/ > /r/ en posición intervocálica: CONSOLVERVNT (1), VALERI (2), FOEDERATEI (2), DEICERENT (4), HABERE (4), VENIRENT (5), EORVM (5.11) DECERNERET (6), COSOLERETVR (6.9), MVLIERIBVS (20),  ERVNT (30), etc.
El proceso de asimilación de /s/ a /l/ y a se ha verificado ya, aunque no se nota la geminada resultante: VELET (3.12) <*u̯elset. El mantenimiento de /s/ ante /m/ en DISMOTA (30) frente al usual dīmoueo (<*dismoueo) ha de atribuirse a una reconstrucción del preverbio a partir de formas donde el mantenimiento de /s/ está de acuerdo con las leyes fonéticas.
Suponemos que la geminada silbante aparece regularmente en forma idéntica al latín clásico, aunque la falta de notación impide verificarlo con absoluta certeza. Hallamos geminadas procedentes de /s+s/, ESENT (3),  ADIESE (7),  COMVOVISE (13) y de /d+t/, NECESVS (4), de /d+s/, IOVSISET (9).

##### La fricativa labiodental /f/
La fricativa labiodental /f/ no es un fonema indoeuropeo. En latín es casi exclusivamente un fonema inicial de palabra, procedente en la mayor parte de los casos de las antiguas aspiradas indoeuropeas /bh/, /dh/ y /gu̯h/. Todas de las formas del verbo facio tienen una /f/ con origen en dental aspirada, a partir de la misma raíz que τίθημι ('poner, colocar'). El presente del verbo latino se habría formado a partir de una raíz de perfecto, con marca /k/.  Otro ejemplo es foedus, de la raíz indoeuropea *bhoi̯d-. De la misma raíz es fides.

#### Fonética vocálica

##### Apofoníasíncopayapócope
Hallamos las síncopas usuales en latín clásico, tanto en sílaba interior, SACERDOS (10)  <*sakrodhots, como en sílaba final,  NOSTER (6), VIR (7), MAGISTER (10). Igualmente hallamos casos de apócope en ejemplos del tipo POST (13) <*posti, HAC (14) <*ghādce, EST (22) <*estĭ en contraste con el mantenimiento de la vocal breve /e/ en HAICE (22) y en HOCE (26) <*ghodcĕ.
El proceso apofónico está representado por ejemplos de sílaba abierta, NOMINVS (7),  CONSVLERETVR (6),  OINVORSEI (19) oinovrsei > oinuvorsei  (cf. optimus-optumus), CAPVTALEM (25), TABOLAM  (26),  FACILVMED  (lat. clás. facillĭme) (27) y de sílaba cerrada, NECESVS (4) <*ne-căd-t-us.

##### Los diptongos
El conjunto de diptongos heredados por el latín de la lengua indoeuropea ha sufrido una profunda transformación, habiéndose generado, por lo general, nuevas vocales largas procedentes de las monoptongaciones. En el texto los antiguos diptongos aún aparecen escritos como tal, pero muy probablemente se encontraban ya monoptongados, aunque ninguna grafía lo refleja con claridad.
Los diptongos /āi̯/ y /ai/ en posición inicial y medial, así como /ai̯/ en posición final, aparecen escritos como <AI> en cinco casos, DVELONAI (2), HAICE (22), TABELAI (29), DATAI (29), AIQVOM (26), como <AE> en uno sólo: AEDEM (1). Indudablemente el diptongo había ya evolucionado a /ɛ/ ( /e/ larga abierta). En posición interior y final de palabra /ai̯/ heredado aparece escrito en todos los casos <EI>: VTEI (4.23.25.28), EEIS (5), VBEI (5), IBEI (20). INCEIDERETIS (26).
El diptongo /oi̯/ aparece escrito <OI>, <OE> en posición interior, <EI> en posición final: FOEDERATEI (2), QVEI (4.24), EEIS (4.25), COMOINE/M/ (11), OINVORSEI (19), VIREI (19.20). El desarrollo fonético ha sido, por tanto, el usual en latín clásico, representando muy probablemente <EI> y <OI>  /ī/ y /ū/ respectivamente.
El diptongo /ei̯/ aparece, al igual que hemos visto en los casos de /ai̯/ y de /oi̯/, representado también como <EI>, sin ninguna excepción: EXDEICENDVM (3), NEIQVIS (3), SEI (3.24.28), SIBEI (4), CEIVIS (7), NISEI (8.16.21), PREIVATOD (16), EXDEICATIS (22), VOBEIS (29).
El diptongo /ou̯/ aparece notado en todos los casos <OV>: IOVSISET (9.18), CONIOURA/SE (13), PLOVS (19.20), NOVNDINVM (23), IOVBEATIS (27).
El diptongo /au̯/ aparece notado como tal en los dos ejemplos que aparecen en el texto, aunque sabemos que, al menos en determinados casos, su monoptogación se había producido desde fecha muy temprana: CLAVDI (2), AVDITA (5). Porque presenta diptongos en sílaba inicial.

#### Morfología

##### Morfología nominal
En general la flexión de nombres y adjetivos es la usual en latín clásico, salvados los detalles de índole estrictamente fonética, del tipo DVELONAI (gen.sing.), FOIDERATEI (nomin. pl.),  OQOLTOD (abl.sing. con mantenimiento de /d/, etc. Destacan, con todo, las siguientes formas: NOMINVS, gen. sing. de nomen, nominis, con morfema -os > -us en vez del usual -es > -is SENATVOS, también gen. sing. con morfema igualmente -os y grado cero de la sílaba predesinencial *senat-u-os, justamente lo contrario de lo que hallamos en latín clásico: *senat-ou̯-s > senatūs. Cabe destacar, por último, la constante notación de /ī/ de gen. sing. temático con la grafía <.I>, mientras se emplea con regularidad <EI> para las formas flexivas de nomin pl. o de dat.-abl.pl. temáticas procedentes de antiguo diptongo /oi̯/, lo que parece excluir la posibilidad de un diptongo en la forma de genitivo. Señalemos, por último, que la confluencia de los temas en -i y los temas consonánticos en la llamada “tercera declinación” es visible en la forma ultracorrecta COVENTIONID, que es un tema consonántico con la desinencia de los temas en -i, lo que muestra, precisamente, la aparición, cada vez mayor, de ablativos de temas consonánticos en temas en -i.

##### Morfología pronominal. Conjunciones
En la morfología pronominal es importante señalar la existencia de formas de nomin. pl. masc. del tipo QVES, nomin. pl.del pronombre indefinido, procedente de quei̯-ěs > quēs, aún distinto del nomin. pl. del relativo, que muestra siempre la forma QVEI < *quoi. Es también digna de mención la forma EEIS, nomin. pl. del pronombre is con una /s/ añadida, a lo que parece, a la forma puramente pronominal *ei̯oi̯. En el campo de conjunciones es digna de mención la aparición de NEI frente a la forma usual clásica ne. Debemos entender que se trata de lat.clásico ne con adición de i deíctica <*ne-i̯. No es fenómeno desconocido del lat.clásico, con la salvedad de que en latín clásico la forma resultante nī es utilizada solamente como conjunción condicional. El texto conoce sólo la forma de la conjunción *utī, esto es, de la forma con ampliación de /i/ deíctica, frente a la forma más usual en lat. clásico ut (<*qu̯ută).

##### Morfología verbal
La morfología verbal es la usual en latín clásico. Destaca la presencia de infinitivos de presente pasivos de la tercera conjugación en -ier, FIGIER (27), GNOSCIER (27). Aunque la forma clásica es usualmente -ī esta forma en -ier no es en absoluto desconocida en latín de época clásica. Cabe asimismo destacar la forma SIET en contraste con el lat. clásico sit. La evolución no es fonética, sino analógica, toda vez que las formas originarias del antiguo optativo, ahora convertido en presente de subjuntivo, fueron siem, sies, siet, simus, sitis, sient. Por último señalemos la forma POTISIT, compuesta del antiguo adjetivo potis, -e y esta misma forma verbal, frente a la forma clásica possit (<*potsit) y que, en contraste con lo señalado con anterioridad, muestra la forma moderna, analógica, sit, no siet.

#### Léxico
En el léxico, el SCDBCH presenta un vocabulario sumamente interesante, pero que es, en lo fundamental, usual en latín clásico. En un comentario léxico somero podemos establecer distintos grupos en cuanto a vocabulario. En el vocabulario político destacan:
FOEDVS  “tratado de amistad, liga, acuerdo formal”, un antiguo término indoeuropeo de la raíz *bheidh-, “atar”, al igual que otros muchos vocablos latinos del tipo  fides, fidere, confidere, fidelis, infidelis, perfidus, etc.
POPLICOD. Se trata con toda evidencia del adjetivo que aparece en lat. clásico con la forma pūblicus, pero en modo alguno puede ser su origen, dado que no es posible una evolución de /ǒ/ a /ū/ ni de /p/ a /b/. Debemos explicar formas de este tipo POPLICOD como una recomposición de publicus en poplicus por etimología popular al relacionarlo con populus. sustantivo con el que, a pesar de la afinidad semántica, no tendría relación.
En el campo del vocabulario puramente político hallamos algunas de las voces más características del latín, como es el caso del término senātus, un antiguo derivado de la voz senex 'anciano',  aedīlis, un derivado de aedes. 'templo', a partir de 'hogar', socius, aliado, relativamente distinto de foederatus o ciuis, del que deriva ciuitas, 'ciudadanía', no 'ciudad' en latín clásico. Destaquemos también la recomposición etimológica que encontramos en couentio frente al usual cōntio, a partir de *ko-u̯entio, 'acto de venir juntos'. Es importante también la presencia en el texto del verbo cōnsulo, "reunir para una deliberación, consultar", con el que están relacionados cōnsilium (cf. exulo / exilium) y quizá también cōnsul, que los antiguos veían como un posverbal de cōnsulo, lo que dista mucho de estar claro.
En el campo del vocabulario por así decir 'social' señalemos brevemente el interés que plantea la oposición en el texto de uir a mulier, no a femina, el otro vocablo latino usual para la designación del ser humano femenino. Las diferencias semánticas existentes entre los dos vocablos latinos son de especial interés, repartiéndose posteriormente ambos vocablos en las lenguas romances de forma desigual (así, esp. hembra-mujer, fr. femme, etc.).